# Convolvulus spinosus
Convolvulus spinosus är en vindeväxtart som beskrevs av Nicolaas Laurens Nicolaus Laurent Burman. Convolvulus spinosus ingår i släktet vindor, och familjen vindeväxter. Inga underarter finns listade i Catalogue of Life.